# H. Robert Horvitz
Howard Robert Horvitz (Chicago, 8 mei 1947) is een Amerikaans bioloog, die vooral bekend is om zijn onderzoek naar de rondworm Caenorhabditis elegans. Door dit onderzoek deed hij ontdekkingen betreffende de genetische regulatie van de orgaanontwikkeling en de geprogrammeerde celdood. Daarvoor kreeg hij in 2002 samen met Sydney Brenner en John Sulston de Nobelprijs voor de Fysiologie of Geneeskunde.

## Biografie
De in Chicago geboren Horvitz is de zoon van Oscar Freedom Horvitz (1918-1989) en Mary R. Savit Horvitz. Tijdens zijn middelbareschooljaren had hij een vakantiebaantje bij IBM, het eerste jaar als loopjongen maar daarna als programmeur en opleider van programmeurs. Horvitz studeerde aan het Massachusetts Institute of Technology (MIT), waar hij zijn eerste diploma’s in wiskunde en economie behaalde. In 1974 haalde hij zijn Ph.D. in biologie aan de Harvard-universiteit. 
Aansluitend was hij postdoctorandus bij het Medical Research Council. In 1978 werd hij assistent-professor in biologie aan het Massachusetts Institute of Technology, waar hij in 1986 professor werd. Horvitz werd daarnaast ook aangesteld als lid van het McGovern Institute for Brain Research aan MIT.
Zijn echtgenote, Martha Constantine-Paton, is hoogleraar biologie aan MIT, terwijl zijn zus, Carol Horvitz, hoogleraar biologie is aan de Universiteit van Miami in Florida. In 2000 ontving Horvitz de Louisa Gross Horwitz Prize van de Columbia-universiteit.

## Werk
Voortbouwend op het eerdere werk van Brenner en Sulston bestudeerde Horwitz het proces van geprogrammeerde celdood (apoptose) en identificeerde de genen die hierbij betrokken zijn. Hij toonde aan dat in veel gevallen celdood niet wordt veroorzaakt door schade of ziekte, maar doordat de cel een endogene zelfmoordprocedure uitvoert. Normale, gezonde cellen kunnen hun eigen dood opwekken en Horwitz bewees dat dit een normaal proces is, nodig om onnodige en beschadigde cellen te verwijderen.
Middels onderzoek aan de rondworm Caenorhabditis elegans ontdekte hij dat voor het voltrekken van apoptose twee functionele 'doods'-genen noodzakelijk zijn, ced-3 en ced-4. Later ontdekte hij ook een ander gen, ced-9, waarmee een cel beschermd kan worden doordat deze een interactie aangaat met ced-3 en ced-4. Nadere studie toonde aan dat het genoom bij de mens ook een ced-3 en een ced-9-achtige gen bevat.